# ایزکیا سیچس
ایزکیا یاسوین سیچس پاستن (انگلیسی: Izkia Siches؛ زادهٔ ۴ مارس ۱۹۸۶  در آریکا) پزشک و سیاستمدار شیلیایی است که در سال ۲۰۲۲ به عنوان وزیر کشور و امنیت عمومی در دولت گابریل بوریک خدمت کرد. او اولین زنی بود که این سمت را بر عهده گرفت که پس از رئیس‌جمهور، دومین مقام مهم در دولت محسوب می‌شود.
سیچس پیش از این به عنوان رئیس کالج پزشکی شیلی، یک انجمن پزشکی تأثیرگذار، فعالیت داشته است. در انتخابات سراسری شیلی (۲۰۲۱)،هرچند به عنوان نامزد احتمالی ریاست‌جمهوری مطرح بود اما به جای آن مدیر کمپین انتخاباتی موفق گابریل بوریک در انتخابات ریاست‌جمهوری شد.

## زندگی اولیه
او در ۴ مارس ۱۹۸۶ در آریکا در شمال دور شیلی متولد شد و در مایپو، منطقه کلان‌شهری سانتیاگو بزرگ شد. تحصیلات متوسطه خود را در دبیرستان انستیتو برناردو اوهیگینز در مایپو به پایان رساند.
در سال ۲۰۰۴، تحصیل در رشته پزشکی را در دانشگاه شیلی آغاز کرد. در این دوره، او عضو جوانان کمونیست شیلی بود. بین سال‌های ۲۰۱۰ تا ۲۰۱۲ عضو سنا دانشگاه شد و پیش از آن رئیس مرکز دانشجویی دانشکده پزشکی پردیس غرب و مشاور فدراسیون دانشجویان دانشگاه شیلی بود. او در تأسیس مجله هیپوکامپوس: جایی که حافظه ذخیره می‌شود و رؤیاها متولد می‌شوند مشارکت داشت.

## حرفه پزشکی
پس از فارغ‌التحصیلی به عنوان جراح، در رشته پزشکی داخلی تخصص گرفت و تحصیل برای دریافت مدرک کارشناسی ارشد بهداشت عمومی را آغاز کرد. از سال ۲۰۱۴ در بخش بیماری‌های عفونی بیمارستان سن خوان د دیوس در کینتا نرمال مشغول به کار شد.
در سال ۲۰۱۴ به عنوان رئیس شورای منطقه‌ای سانتیاگو کالج پزشکی شیلی انتخاب شد. دو سال بعد به سازمان پزشکان بدون برچسب پیوست. در سال ۲۰۱۷ به عنوان رئیس کالج پزشکی شیلی انتخاب شد و اولین زنی بود که این سمت را بر عهده گرفت.

## نقش در دوران همه‌گیری کووید-۱۹
در سال ۲۰۲۰ و در آغاز همه‌گیری کووید-۱۹ در شیلی، او به دلیل سمتش به عنوان رئیس کالج پزشکی نقش مهمی در ارائه توصیه‌ها برای مهار بهتر ویروس ایفا کرد. او برخورد دولت با این بحران را زیر سؤال برد که منجر به اختلاف‌نظر با مقامات شد. میزان محبوبیت او در دوران همه‌گیری به یکی از شناخته‌شده‌ترین در میان چهره‌های عمومی شیلی تبدیل شد و به عنوان نامزد احتمالی ریاست‌جمهوری در انتخابات ۲۰۲۱ مطرح شد، اگرچه او به دلیل کمبود تجربه این احتمال را رد کرد. سیچس پیش از انتخابات مقدماتی جبهه گسترده از کمپین انتخاباتی گابریل بوریک حمایت کرد.
در دسامبر ۲۰۲۰، او برای انتخابات مجدد کالج پزشکی شیلی شرکت کرد که با مشارکت بی‌سابقه ۶۸٫۷۶٪ همراه بود و سیچس با کسب ۵۱٫۷۸٪ آرا پیروز شد. او در سال ۲۰۲۰ به عنوان شخصیت سال توسط انجمن خبرنگاران مطبوعات بین‌المللی در شیلی انتخاب شد. در سال ۲۰۲۱، مجله تایم او را در فهرست ۱۰۰ ستاره نوظهوری که آینده را شکل می‌دهند قرار داد. در مارس ۲۰۲۱ نیز جایزه زنان استثنایی باکمالات را از مجمع اقتصادی زنان دریافت کرد.
در ژوئن ۲۰۲۱، سیچس به نمایندگی از کالج پزشکی شیلی پیشنهاد قرنطینه کامل کشور را مطرح کرد که با انتقادهای شدیدی از جمله از سوی خایمه مانیالیخ و خوزه آنتونیو کاست از حزب جمهوریخواه مواجه شد که خواستار استعفای او شدند.